# 全国高等学校野球選手権山静大会
全国高等学校野球選手権山静大会（ぜんこくこうとうがっこうやきゅうせんしゅけんさんせいたいかい）は、1936年の第22回大会から1957年の第39回大会まで行われていた全国高等学校野球選手権大会の山梨県および静岡県を対象とした地方大会である。なお、1936年から1947年までの全国中等学校優勝野球山静大会もこの項に含める。

## 概要
1936年（第22回大会）に行われた区割り変更で神奈川県が甲神静大会から南関東大会に移ったため、残った山梨県と静岡県によって編成された。1941年（第27回大会）は全国大会中止に伴い山静大会も中止となったが、山梨県大会と静岡県大会は行われた（詳細は第27回全国中等学校優勝野球大会#山静地区大会参照）。1959年（第41回大会）に行われた編成替えにより静岡県が1県1代表制に移行し、山梨県が埼玉県とともに西関東大会を編成したため消滅した。

## 大会結果
| 年度                 | 参加県     | 大会方式            | 代表校（出場回数）        | 決勝スコア        | 準優勝校 | 全国大会      |
| -------------------- | ---------- | ------------------- | ------------------------- | ----------------- | -------- | ------------- |
| 1936年（第22回大会） | 山梨・静岡 | 4校出場 （各県2校） | 静岡商（初出場）          | 11-1              | 島田商   | 2回戦         |
| 1937年（第23回大会） | 山梨・静岡 | 4校出場 （各県2校） | 島田商（3年ぶり2回目）    | 1-0               | 静岡中   | 1回戦         |
| 1938年（第24回大会） | 山梨・静岡 | 4校出場 （各県2校） | 掛川中（初出場）          | 1-0               | 島田商   | 1回戦         |
| 1939年（第25回大会） | 山梨・静岡 | 4校出場 （各県2校） | 島田商（2年ぶり3回目）    | 19-0              | 静岡中   | ベスト4       |
| 1940年（第26回大会） | 山梨・静岡 | 4校出場 （各県2校） | 島田商（2年連続4回目）    | 22-2              | 静岡商   | 準優勝        |
| 1941年（第27回大会） | （中止）   | （中止）            | （中止）                  | （中止）          | （中止） | （中止）      |
| 1946年（第28回大会） | 山梨・静岡 | 4校出場 （各県2校） | 沼津中（初出場）          | 7-3               | 掛川中   | 1回戦         |
| 1947年（第29回大会） | 山梨・静岡 | 4校出場 （各県2校） | 谷村工商（初出場）        | 4-2               | 富士中   | 1回戦         |
| 1948年（第30回大会） | 山梨・静岡 | 4校出場 （各県2校） | 静岡一（16年ぶり8回目）   | 10-5              | 沼津一   | 2回戦         |
| 1949年（第31回大会） | 山梨・静岡 | 4校出場 （各県2校） | 静岡城内（2年連続9回目）  | 11-5              | 日川     | 2回戦（初戦） |
| 1950年（第32回大会） | 山梨・静岡 | 4校出場 （各県2校） | 浜松商（初出場）          | 8-3               | 静岡商   | 2回戦         |
| 1951年（第33回大会） | 山梨・静岡 | 4校出場 （各県2校） | 静岡城内（2年ぶり10回目） | 12-3              | 浜松北   | 1回戦         |
| 1952年（第34回大会） | 山梨・静岡 | 4校出場 （各県2校） | 都留（初出場）            | 2×-1 （延長21回） | 甲府商   | 1回戦         |
| 1953年（第35回大会） | 山梨・静岡 | 4校出場 （各県2校） | 静岡商（17年ぶり2回目）   | 4-2               | 浜名     | ベスト8       |
| 1954年（第36回大会） | 山梨・静岡 | 4校出場 （各県2校） | 静岡商（2年連続3回目）    | 2-1               | 沼津東   | 準優勝        |
| 1955年（第37回大会） | 山梨・静岡 | 4校出場 （各県2校） | 静岡（4年ぶり11回目）     | 7-3               | 沼津東   | 1回戦         |
| 1956年（第38回大会） | 山梨・静岡 | 4校出場 （各県2校） | 静岡（2年連続12回目）     | 7-0               | 甲府一   | 1回戦         |
| 1957年（第39回大会） | 山梨・静岡 | 4校出場 （各県2校） | 清水東（初出場）          | 9-1               | 掛川西   | 2回戦（初戦） |